# Будинок, де розбиваються серця
«Будинок, де розбиваються серця» (англ. Heartbreak House: A Fantasia in the Russian Manner on English Themes) — п'єса ірландського драматурга Бернарда Шоу з підзаголовком «Фантазія в російському стилі на англійські теми». Складається з трьох дій. П'єса була розпочата ще у 1913 році, проте закінчена лише у 1917.

## Історія створення
П'єса була розпочата Бернардом Шоу у 1913 році. За визнанням самого автора, цю п'єсу він написав під впливом драматургії Антона Чехова, якого він вважав одним з найкращих драматургів свого часу. Проте розпочата у 1914 році Перша світова війна загальмувала створення п'єси. Книга була закінчена у 1917 році, однак автор зважився випустити її у друк лише після закінчення війни — у 1919 році.

## Персонажі
- Капітан Шатовер — колишній моряк
- Гесіона, місіс Хешебай — старша донька капітана
- Гектор Хешебай — чоловік Гесіони
- Аріадна, леді Етерворд — молодша донька капітана
- Рендел — брат чоловіка Аріадни
- Еллі — приятелька Гесіони
- Мадзіні Ден — батько Еллі
- Менген — наречений Еллі, промисловець
- Гінес — колишня няня дітей Шатовера, служниця
- Вільям Ден — злодій, колишній чоловік Гінес

## Сюжет
У будинок капітана Шатовера за запрошенням приїздить приятелька місис Хешебай — Еллі Ден. Через деякий час приїздить друга донька капітана Шатовера — леді Етерворд. Проте капітан удає, що це не його донька, а чергова гостя. Причина такої поведінки виявляється простою — Аріадна, ні з ким не порадившись, вийшла заміж за Гастінгса Етерворда, якого капітан називає «бовдуром». Сам Гастінгс ні разу на сцені не з'являється, хоча про нього багато говориться. Гесіона намагається переконати Еллі вийти заміж за мільйонера Менгена, який, як потім з'ясувалося, розорив її батька. Щобільше, Еллі закохалася в якогось аристократа. Цим аристократом виявляється чоловік Гесіони — Гектор, який «годував» казками Еллі. Поступово клубок складних взаємовідносин між героями все наростає та наростає. А у фіналі з'ясовується, що у п'єсі немає жодного героя, перше враження про яких збіглося б з його істинною сутністю. Це стосується абсолютно всіх героїв, включаючи няню та злодія.

## Головні теми

### Суспільство
Бернард Шоу у своїй п'єсі показав англійське суспільство періоду Першої Світової війни. Головні риси характеру цього суспільства: байдужість та невігластво вищого та середнього класів. Формально благополучне суспільство просто-напросто розкладається зсередини, розкладається морально. У п'єсі немає жодного позитивного персонажа — кожен герой або лицемір, або брехун, або просто зла людина. У п'єсі Шоу показав англійське суспільство зсередини. Будинок, «де розбиваються серця», це ще й будинок, «де все таємне стає явним». Та якщо у всіх будинках британського суспільства усі пороки, всі таємниці ретельно приховуються, то в будинку Шатовера все навпаки — кожен намагається вивести іншого героя на чисту воду, при цьому часто і сам себе видає. Суспільство, яке показано в п'єсі, просто приречене на знищення, причому, на самознищення. Люди самі себе знищать — морально.

### Характери
Кожен герой твору уособлює певний тип людини, певний характер, які ми можемо зустріти завжди та всюди.
Гесіона уособлює собою гарну жінку, представницю вищого світу, яка вже не знає, чим би себе розважити — не те перешкодити шлюбу Еллі та Менгена, не те чекати літаків з бомбами.
Чоловік Гесіони — Гектор, представник вищого світу. Він гарний, але йому нудно жити — він шукає нових любовних пригод, проте, його кохання до Гесіони сильніше всіх захоплень. З гордого красеня він перетворюється в «домашнє цуценя» дружини.
Еллі — представниця низів англійського суспільства, яка всіма правдами та неправдами намагається вибитися в люди. При цьому, вона продовжує любити свого батька. Однак, скоріш за все, незабаром вона взагалі забуде всі поняття про честь, любов, добро. Вона готова вийти заміж без кохання, головне б — за мільйонера.
Мадзіні Ден — батько Еллі, представник низів англійського суспільства, який завдяки своїм здібностям в економіці та промисловості, міг би вибитися у вищий світ, але йому завадив його друг — Менген. Протягом всієї п'єси залишається інтрига: хто ж кого перехитрив — Мадзіні Менгена чи Менген Мадзіні. Кожен раз у цій ситуації з'ясовуються нові подробиці. Зрештою, з'ясовується, що Мадзіні перехитрив Менгена, а Менген не має ні копійки за душею — ніякий він не мільйонер.

## Постановка п'єси
П'єса, через свою надзвичайну сюжетну складність, рідко ставиться на сценах театрів. Вперше п'єса була поставлена у 1920 році на сцені Нью-Йоркського театру «Garrick». Існують також дві основні відеоверсії п'єси.
Одна: це телевізійна версія, яка знята у 1985 році режисером Ентоні Пейджем. http://www.imdb.com/title/tt0089262/ [Архівовано 29 серпня 2011 у Wayback Machine.]
Інша: це DVD, заснована на версії 1977 року режисера Седріка Мессіна. http://www.imdb.com/title/tt0076132/ [Архівовано 8 лютого 2017 у Wayback Machine.]
У 1962 році п'єса була поставлена у Московському театрі Сатири (постановка Валентина Плучека). У 1975 році вистава була записана для телебачення. У ролях: Капітан Шатовер — Г. Менглет, леді Етеруорд — С. Тарасова, місис Хешебай — Н. Архіпова, Гектор Хешебай — А. Ширвіндт, Мадзіні Данн — О. Солюс, Менген — А. Папанов, Елли Данн — З.Зелінська, няня Гінес — Т. Пельтцер.
У 2001 році п'єса була поставлена у Театрі Дощів, Санкт-Петербург (постановка Наталії Нікітіної).
14 лютого 2002 року, на сцені ВДТ ім. Г.Товстоногова, відбулася прем'єра вистави за п'єсою Б. Шоу «Будинок, де розбиваються серця» (постановка Т. Н. Чхеїдзе).
13 липня 2005 року, на сцені Московського театру «Майстерня Петра Фоменко», відбулася прем'єра вистави за п'єсою Б. Шоу "Будинок, де розбиваються серця".